# 로만 아다모프
| 이 사람의 이름은 동슬라브어군 이름입니다. 첫 번째 성은 아다모프 이며 부칭은 스타니슬라보비치 입니다. |

로만 스타니슬라보비치 아다모프(러시아어: Роман Станиславович Адамов, 1982년 6월 21일, 로스토프 주 벨라야 칼리트바 ~)는 러시아의 전 축구 선수이다.

## 클럽 경력
아다모프는 테레크 그로즈니에서 모스크바에 합류한 이래 러시아 프리미어리그에서의 골결정력이 크게 향상했다.
2007년, 그와 로만 파블류첸코는 러시아 프리미어리그 공동 득점왕에 이름을 올렸다. 2008년 6월, 그는 루빈 카잔으로 이적했고, 그 곳에서 2008 시즌 러시아 프리미어리그를 우승하고 2009년 7월 28일에 크릴리아 소베토프 사마라로 임대되었다.

## 국가대표팀 경력
아다모프는 루마니아와의 2008년 3월 26일 친선경기를 앞두고 러시아 국가대표팀에 차출되었다.

### 유로 2008
그는 유로 2008에서 1-4로 패한 스페인과의 조별 리그 1차전 경기에 70분에 교체 투입하여 출전했는데, 스페인은 나중에 이 대회 우승을 거두었다.

## 수상

### 클럽
테레크 그로즈니
- 러시아 풋볼 내셔널 리그: 2004

'루빈 카잔
- 러시아 프리미어리그: 2008

### 국가대표팀
러시아
- 유럽 선수권 대회 4강: 2008

### 개인
- 러시아 프리미어리그 득점왕: 2007*

(* 로만 파블류첸코와 공동 득점왕)